# بووس (ماین-کبلنتس)
بووس (به آلمانی: Boos) یک شهر در آلمان است که در ماین-کبلنتس واقع شده‌است. بووس ۶۴۵ نفر جمعیت دارد.